# Straus-Paket
Das Straus-Paket ist eine in der Tontechnik bei der Schallaufnahme bekannte Doppel-Mikrofonkombination des Diplom-Tonmeisters Volker Straus. 

## Aufbau
Volker Straus verwendete für das Paket zwei Mikrofone der Firma Georg Neumann mit unterschiedlichen Richtcharakteristiken dicht beieinander, und zwar das Kleinmikrofon KM 83 mit Kugelcharakteristik und das Kleinmikrofon KM 84 mit Nierencharakteristik. Die beiden übertrager-symmetrischen Mikrofonausgänge wurden mit einem Kabel-Adapter in Reihenschaltung zusammen auf einen Mikrofoneingang gegeben, ohne getrennte Regelmöglichkeit am Mischpult. Somit addieren sich die Nieren- und Kugelrichtcharakteristik und ergeben eine "Breite Niere".
Bei Frequenzen mit einer Wellenlänge < 2 cm (ab 17 kHz) treten jedoch wegen des entsprechenden Abstandes der Mikrofonkapseln Phasenauslöschungen auf. Die Mikrofonentwickler haben zudem darauf hingewiesen, dass durch diese Schaltung die elektrischen Mikrofondaten nicht mehr einwandfrei gewährleistet sind. Es handelt sich zumindest nicht um eine Parallelschaltung, bei welcher der Quellwiderstand des einen Mikrofons jeweils durch den des anderen Mikrofons herabgesetzt würde. Die beiden Mikrofone des Straus-Pakets könnten getrennt aufgezeichnet werden, wodurch die schaltungstechnisch problematische Reihenschaltung umgangen wird, was dann jedoch kein Straus-Paket mehr wäre. Damit wäre es möglich, nachträglich das Signalverhältnis von Kugel- zu Nierenmikrofon zu verändern und verschiedene Richtcharakteristiken zwischen Kugel und Niere einzustellen.
Seitdem der Mikrofontyp "Breite Niere" u. a. als Neumann KM 143 auf dem Markt ist, wurde von Volker Straus kein Paket mehr benutzt, sondern nur noch der neue Breite-Nieren-Typ als Einzelmikrofon. Das Straus-Paket ist aus einer Notlage zu einer Zeit entstanden, als es noch keine Mikrofontypen mit der speziellen Richtcharakteristik "Breite Niere" zwischen Kugel und Niere auf dem Markt gab. Zudem wollte Volker Straus mit seiner Niere-Kugel-Kombination kein Hauptmikrofonsystem aufbauen, was auch so nie Anwendung fand. Jedes Paket wurde nur wie ein einzelnes Mikrofon in der wirksamen Form eines "Breite-Nieren"-Stützmikrofons verwendet.